# Навроцкий, Владимир Михайлович
Владимир Михайлович Навроцкий (укр. Володи́мир Миха́йлович Навро́цький; 18 ноября 1847, Котузов, Королевство Галиции и Лодомерии, Австрийская империя — 16 марта 1882, Ряшев, Австро-Венгрия) — украинский экономист, статистик и публицист.

## Биография
После окончания в 1866 году гимназии в Станиславе, поступил во Львовский университет (1866—1871). Во время учёбы стал одним из самых активных членов общества «Просвита», был инициатором создания журнала «Правда». Соорганизатор студенческих общин на Галичине. С 1867 года — ответственный секретарь украинского общества «Просвита». С 1871 года возглавлял студенческое общество «Дружній лихвар».
Работал финансовым чиновником в Ряшеве (ныне Польша). С 1873 года проводил экономические статистические исследования.
Идеолог «органического труда в пользу народа». Принадлежал к левому крылу народовцев. Поддерживал связи с Михаилом Драгомановым, Мелитоном Бучинским, Владимиром Барвинским и др. Статьи по экономическим вопросам печатал в газетах «Правда», «Дiло», «Киевский телеграф», «Вестнике Европы», «Одесском вестнике».
Его труд «Піянство І пропінація в Галичині» был напечатан Драгомановым в Женеве. Под редакцией Ивана Франко вышел в 1884 году только один том из запланированного полного собрания сочинений В. Навроцкого, который издал его друг Остап Терлецкий, написав предисловие — «Згадку про житє» публициста.
Произведения В. Навроцкого издал Иван Франко (посвятив его памяти стихотворение) при поддержке «Этнографического статистического кружка» в 1884 году.

## Научная деятельность
В своих трудах ученый отразил колониальный характер экономики Галичины в составе Австро-Венгрии. Прослеживая эволюцию крестьянских хозяйств в Галичине XIX века, Навроцкий первым раскрыл их изменения в переходный период от натуральной к рыночной экономике.

## Избранные труды
В области экономики
- «Реформи домового порядку» (1874),
- «Чого нам коштує пропінація» (1876),
- «Руська народність в школах галицьких» (1876),
- «Класові інтереси і інтереси народу» (1877) и др.
- «Географічно-статистичні та статистико-економічні праці». Львів, 2004.

В области фольклора, этнографии, истории:
- «Руська родина» (1867),
- «Народні приказки» (1869),
- «Весілля в Котузові» (1869),
- «До світогляду українського народу» (1870),
- «Дещо про козаків-запорожців і про їх ради військові» (1870) и др.
- Рецензия на I-й том сборника «Исторические песни малорусского народа» В. Антоновича и Драгоманова
- Лирические стихи, художественно-публицистические очерки.